# Horacio Salaberry
Horacio David Salaberry Marrero, noto semplicemente come Horacio Salaberry (Colonia del Sacramento, 3 aprile 1987), è un calciatore uruguaiano con cittadinanza ecuadoriana, difensore del Cerro.

## Palmarès

### Club

#### Competizioni nazionali
- Campionato colombiano: 1

Independiente Santa Fe: 2016-II
- Campionato ecuadoriano: 1

LDU Quito: 2018

#### Competizioni internazionali
- Coppa Suruga Bank: 1

Independiente Santa Fe: 2016